# Forró rágógumi 6. – Állnak az árbócok
A Forró rágógumi 6. – Állnak az árbócok (Harimu Ogen, Eis am Stiel 6) 1985-ös izraeli–német kultuszfilm. A Forró rágógumi sorozat hatodik darabja.
Ennek a résznek létezik egy spin-off-ja, Sababa, Hasenjagd Pt 2. A hatodik rész magában egy egész történetet mesél el, a fent említett epizód, csak kiegészítést ad, de szorosan kapcsolódik hozzá.

## Történet
A szoknyavadászok ezúttal egy tengerjáró luxuscirkáló fedélzetén vállalnak munkát. A pénzkereseti lehetőség is vonzza őket, de legfőképpen pikáns kalandokban reménykednek. Ez a zárt ugyanakkor exkluzív környezet különleges eseményeket tartogat számukra, számtalan szebbnél szebb hölgy társaságával színesítve szürke hétköznapjaikat. A legszebb virág azonban az egyetlen, az elérhetetlen, a gyönyörű és ártatlan gyöngyszem, a kapitány lánya...

## Szereplők
| Szerep                    | Színész           | Magyar hang      |
| ------------------------- | ----------------- | ---------------- |
| Benji / Bentzi            | Yftach Katzur     | Fekete Zoltán    |
| Bobby / Momo              | Jonathan Sagall   | Markovics Tamás  |
| Huey / Yudale             | Zachi Noy         | Kerekes József   |
| Victor / Froggy           | Yehuda Efroni     | Szokol Péter     |
| Sonja, Benji anyja        | Dvora Kedar       | Illyés Mari      |
| Stella                    | Ophelia Shtruhl   | Spilák Klára     |
| Alexandrow gróf           | Alexander Arelson | Versényi László  |
| Grófnő                    | Bea Fiedler       | Tallós Rita      |
| Sherry                    | Petra Morzé       | Solecki Janka    |
| Georgiyan                 | Joseph Shiloach   | Galbenisz Tomasz |
| Fatima, Georgiyan lánya   |                   | Mezei Kitty      |
| A kapitány                |                   | Papp János       |
| Ella, a kapitány felesége |                   | Némedi Mari      |
| Dana, a kapitány lánya    |                   | Zsigmond Tamara  |
| Monty, Dana vőlegénye     |                   | Moser Károly     |
| Huey anyja                |                   | Bókai Mária      |
| Sonja barátnője           |                   | Kassai Ilona     |
| Sonja barátnője           |                   | Várnagy Kati     |
| Mario                     |                   | Lázár Sándor     |
| Tolvaj                    |                   | Orosz István     |
| Recepciós                 |                   | Breyer Zoltán    |
| Idős jósnő                |                   | Némedi Mari      |